# دلغان شيخ تشراغ
دلغان شيخ تشراغ (بالفارسية: دلگان شیخ چراغ) هي منطقة سكنية تقع في قسم نغور الريفي (مقاطعة تشابهار) في إيران. يقدر عدد سكانها بـ 491 نسمة بحسب إحصاء 2016.